# Eupelops rapaensis
Eupelops rapaensis är en kvalsterart som först beskrevs av Sellnick 1959.  Eupelops rapaensis ingår i släktet Eupelops och familjen Phenopelopidae. Inga underarter finns listade i Catalogue of Life.